# Liste der argentinischen Botschafter in Indien
Der argentinische Botschafter in Indien residierte:
- 1950: Hotel Imperial:
- 1971: C-27/28, South Extonsion Part II, New Delhi 49.
- 2010: B 2 Anand Niketan, Neu-Delhi, 110021

Der Botschafter in Neu-Delhi ist regelmäßig auch in Dhaka akkreditiert.
2002 bezifferte Gerardo Manuel Biritos die argentinische Gemeinde in Neu-Delhi mit 15 Personen.
| Ernannt / Akkreditiert | Name                          | Bemerkungen | ernannt während der Regierung von | akkreditiert bei     | Posten verlassen |
| ---------------------- | ----------------------------- | ----------- | --------------------------------- | -------------------- | ---------------- |
| 4. Apr. 1950           | Oscar Tascheret               |             | Juan Perón                        | Jawaharlal Nehru     |                  |
| 1951                   | Rafael Lascalea               |             | Juan Perón                        | Jawaharlal Nehru     | 1952             |
| 1954                   | René Lawson                   |             | Juan Perón                        | Jawaharlal Nehru     | 1955             |
| 1957                   | Adolpho S. Scilingo           |             | Eduardo Lonardi                   | Jawaharlal Nehru     | 1958             |
| 1959                   | Vicente Fatone                |             | Arturo Frondizi                   | Jawaharlal Nehru     | 1960             |
| 1961                   | Ricardo Mosquera Eastman      |             | Arturo Frondizi                   | Jawaharlal Nehru     |                  |
| 1964                   | Roberto Etchepareborda        |             | Arturo Umberto Illia              | Lal Bahadur Shastri  |                  |
| 1966                   | Adolfo Alfredo Bollini        |             | Juan Carlos Onganía               | Indira Gandhi        | 1969             |
| 1971                   | Calixto Julián de la Torre    |             | Alejandro Agustín Lanusse         | Indira Gandhi        | 1974             |
| 6. März 1976           | Fernando Fernández Escalante  |             | Jorge Rafael Videla               | Indira Gandhi        | 6. März 1986     |
| 1986                   | Ines Teresa Hortensia Flouret |             | Raúl Alfonsín                     | Rajiv Gandhi         | 1989             |
| 1990                   | Víctor Enrique Beaugé         |             | Carlos Menem                      | Chandra Shekhar      | 1993             |
| 1994                   | Elda Beatriz Sanpietro        |             | Carlos Menem                      | P. V. Narasimha Rao  | 1997             |
| 20. März 1998          | Gerardo Manuel Biritos        |             | Carlos Menem                      | Atal Bihari Vajpayee |                  |
| 2010                   | Ernesto Carlos Alvarez        |             | Cristina Fernández de Kirchner    | Manmohan Singh       |                  |
| 16. Dez. 2013          | Raúl Ignacio Guastavino       | [ 2 ]       | Cristina Fernández de Kirchner    | Manmohan Singh       |                  |